# Ichnanthus mollis
Ichnanthus mollis är en gräsart som beskrevs av Erik Leonard Ekman. Ichnanthus mollis ingår i släktet Ichnanthus och familjen gräs. Inga underarter finns listade i Catalogue of Life.